# 태현교통
{{회사 정보
|이름 = 주식회사 태현교통
|산업 = 운수업
|창립 = 2011년 12월 13일
|이전 회사 = 좋은교통
|국가 = 대한민국
|장소 = 서울특별시 동대문구 천호대로 307 (답십리동)
|사업 지역 = 동대문구
|인물= 신현종
|종류 = 주식회사
|제품 = 마을버스
태현교통(泰賢交通)은 서울특별시의 마을버스 업체이고 본사는 서울특별시 동대문구 천호대로 307에 있다.

## 연혁
좋은교통이 설립되어 동대문마을버스 1번(개편 후 2237번, 동대문 05번의 전신)과 동대문마을버스 2번(개편 후 2236번, 동대문 06번의 전신)을 운행하여왔으나 2004년 7월 1일 시내버스 개편과 함께 서초구와 강남구의 마을버스인 대치마을버스와 함께 컨소시엄에 합류하여 대치운수로 재편되었다가 2010년 4월 9일부터 금진교통에서 동대문 05번(구 2237번)과 동대문 06번(구 2236번)을 분리와 함께 경민운수로 설립되었다. 같은해 8월 21일부터 동대문 06번이 폐선되었으며, 2012년 3월부터 상호명을 경민운수에서 태현교통으로 변경되었다. 2017년부터 본사를 서울특별시 동대문구 황물로 39 (전농동)에서 서울특별시 동대문구 천호대로 307 (답십리동)로 이전하였다.

## 보유 노선
- ● 동대문05번: 답십리역(천호대로) - 신답역 - 한신 휴플러스@ - 동아@ - 신성미소지움@ - 서울시립대 - 떡전교 - 미주상가 - 청량리역 - (편도1구간 시작) 현대코아 - 동대문경찰서 - 청량리 한신@ (편도1구간 끝) - 이하동일 - 동아@ - (편도2구간 시작) 신답역 - 장미예식장 - 동부자동차매매시장 - 답십리역(황물로) - 자동차부속상가 (편도2구간 끝) - 답십리역(천호대로) (구. 2237번, 동대문마을 1번)

## 과거 보유노선
- ● 동대문06번: 제기동 한신아파트 ~ 제기동역 (구. 2236번, 동대문마을 2번)《2012년 8월 21일 수요저조 및 적자운행으로 폐선.》

## 보유 차량
전 차량이 현대 그린시티로 운행한다.